# ادگار آراکلیان
ادگار آرمنی آراکلیان (ارمنی: Էդգար Արմենի Առաքելյան؛ زادهٔ ۱۷ آوریل ۱۹۸۳) یک دانشمند علوم سیاسی و سیاستمدار اهل ارمنستان است که از تاریخ ۲۰۱۹ تا تاریخ ۲۰۲۱ سمت نمایندگی دوره هفتم مجلس ملی جمهوری ارمنستان را برعهده داشت.

## زندگی‌نامه
در ۱۷ آوریل ۱۹۸۳ در ایروان به دنیا آمد و از en:Russian-Armenian University فارغ‌التحصیل شد. 